# 萩本欽一
萩本 欽一（はぎもと きんいち、1941年〈昭和16年〉5月7日 - ）は、日本のコメディアン、テレビ司会者。
1966年、相方の坂上二郎と結成した「コント55号」が絶大な人気を得て、60年代後半のテレビを席巻する。
70年以降は司会者としての単独活動も開始。特に80年代以降は彼の名前を冠したレギュラー番組が軒並み高視聴率を記録、「視聴率100%男」との異名を取った。また、これらの番組から始まった様々なお笑いのスタイルは（後述）その後のバラエティー番組へ多大なる影響を与えた。
昭和のバラエティー番組黄金期を代表する人物である。
日本野球連盟に所属する野球クラブチーム「茨城ゴールデンゴールズ」創立者で、初代監督を務めた。司会者などタレント業のほか、舞台などの演出家としても活動する。
浅井企画所属。浅井企画グループの佐藤企画と業務提携し、同じく浅井企画傘下に置く個人事務所・萩本企画にも所属している。
東京府東京市下谷区稲荷町（現：東京都台東区東上野3丁目）出身の埼玉県浦和市（現：さいたま市浦和地区）育ち。
欽ちゃん、大将の愛称で広く知られる。

## 概要
大衆からはもとより、芸能界でも先輩・後輩問わず「欽ちゃん」の愛称で呼ばれる。その他の愛称は「萩モー」「萩」「欽坊」「欽様」など。
また、彼の番組や舞台から育った欽ちゃんファミリー等からは、「師匠」などとは呼ばせず「大将」と呼ばれている。ビートたけしが、弟子たちに「師匠」ではなく「殿」と呼ばせているのは、萩本と周囲のこうした関係性への憧憬や敬意によるところが大きい。また、ゴールデンゴールズの選手には「欽督（きんとく）」と呼ばせた。

欽ちゃん走り

1970年代 - 1980年代に、「なんでそーなるの!」などのギャグや、「欽ちゃん走り」と言われる独特の走り方（原点は師匠の東八郎）など体を使った笑い、さらに素人および素人っぽさを残す芸能人の才能を開花させたり番組でユニットを作り曲を出すなど、現在のバラエティの基本を開発した人物で、お笑い界の革命児として一世を風靡した。本人によると「演技のボケは難しいから、素人を連れてくる方が簡単」。
「どっちらけ」「バンザーイなしよ」など、語り継がれるギャグも多い。後に普通に使われるようになった「ウケる」（ややウケ、バカウケなど）という言葉も、最初は『欽ちゃんのドンといってみよう!!』から広まったとされ、芸人言葉を一般に広めた。また、「天然ボケ」「天然」を初めて使ったのも萩本であるとされている。

## 来歴

### 誕生から東洋劇場入団まで
1941年（昭和16年）、父・萩本団治、母・トミの三男として現在の東京都台東区稲荷町に生まれる。両親は香川県小豆島出身。父の実家は饅頭屋で、母はお嬢様で嫁ぎ先で洗濯をする発想が無く洗濯物を貯めこむ有様だった。稲荷町で幼少期を過ごすも、父親が稲荷町の長屋で営んでいたカメラ製造販売（戦時中に借金をして買い込んだ故障品を戦後ニコイチで粗製し、進駐軍に売りさばいた）が成功し埼玉県浦和市に家を建てたため、稲荷町から一家で浦和に転居し、裕福な少年時代を送る。
父は都内に妾を囲っており、浦和へは週末しか帰宅しなかったが、母はそれを甲斐性として是認して子供達には立派な父だと教え、妾宅へ遊びに行く事を勧めたりしたという。父と愛人とで浅草へよく出かけ、それが芸能へ興味を持つ原点になっている。地元の市立高砂小学校では級長をしたが、強い生徒の後ろに隠れたり、女の子と遊ぶような少年だった。遊びに行った家の親御さんにおべっかを使うのが上手で可愛がられたという。
1952年、小学5年の時に父の会社が倒産（低価格カメラを発売するも販売不振。ボルタフィルムを参照）し、家には借金取りが連日押し寄せる。かなりショックを受けて涙が出てきたという。その後、再び稲荷町の長屋に居を移し、中学3年の時に文京区丸山町に転居するが極貧生活を余儀なくされ、高校時代に一家で夜逃げ。その後家族は"解散"し両親は香川に帰った。父はその後、欽一の兄が開いた写真館で働いていた。
極貧の生活を抜け出したく、映画で“面白い人が面白いことをしてお金をもらっている姿”を見たことがきっかけで、中学卒業と同時に芸人を目指し浅草を代表する喜劇役者・大宮敏充の元へ弟子入りを請うが、「せめて高校を出てからおいで」と断られた。私立駒込高校卒業後、浅草公園六区にあった東洋劇場（東洋興業経営）の仲介で、再度入門を請うべく大宮が常打ちにしていた浅草松竹演芸場へと赴くが、寸前で入門することを取り止め、その足で同じ近隣の東洋劇場に入団。研究生としてコメディアンの卵となる。

### 修行時代から劇団立ち上げまで
東洋劇場では、先輩芸人である池信一や石田英二、そして東八郎から数多くの指導を受ける。また、彼らの大師匠筋である深見千三郎からも薫陶を受け、大いに可愛がられた。
入団当時、極度のあがり症などでうまくセリフが言えず、演出家の緑川士朗から「君は才能がないからやめたほうがいい」と言われて落ち込んだが、池が説得し、「大丈夫、演出の先生に言ってきた。ずっといていいよ」と引き止めた。その後、緑川から「才能がない。しかし、これほどいい返事をする若者はいない。あいつの“はい”は気持ちがいい。“はい”だけで置いてやってくれ」と池が説得したことを知らされ、「芸能界はどんなに才能がなくても、たった1人でも応援する人がいたら必ず成功する。もしかしたら、お前を止めさせないでくれという応援者がいる。お前は成功するから頑張れ」と言われ奮起し、誰も居ない劇場で早朝に大声を出す練習をしたり、先輩芸人の真似を何度も繰り返した。
父の家が火災になり、助けるためにコメディアンを辞めようとしたこともあったが、それを聞いた池は、劇場の関係者からカンパを募り約60万円を渡した。これには、感極まって号泣し、コメディアンを続けていくことを決意した。
系列の浅草フランス座へ出向した後は、ストリップの幕間コントに出演していたが、当時、漫才師崩れの専属コメディアン・安藤ロール（後の坂上二郎）と知り合う。当初の坂上に対する印象は「一緒にやったら食われるから嫌い」だったという。
その後東洋興業を辞め、1962年（昭和37年）浅草松竹演芸場で「劇団浅草新喜劇」を旗揚げ。その後「じん弘とスリーポインツ」（じん弘・みなみ良雄）、「エーワンコミック」（須間一露・田畑俊二）などいくつかのトリオコントグループに参加と脱退を繰り返したが、同時期に放送作家のはかま満緒に師事し、お笑い作りに本格的に取り組んでいた。ここで同じはかまの門人で、後年コント55号のほとんどの台本を手掛けた岩城未知男と知り合う。また、はかまの伝手でTBSのプロデューサー・向井爽也や芸能マネージャー・浅井良二（浅井企画代表）と知り合い、本格的にタレント活動を開始。向井の手掛ける公開コメディ番組『ジンタカ・パンチ!』のコマーシャルに起用された。
CM収録で19回ものNGを連発し、降板を余儀なくされる。一度はテレビ進出を諦め、生涯舞台役者で生きていくことを決意し、熱海つるやホテルの営業で再起を期していた。
後に『快獣ブースカ』で脚本家デビューすることになる市川森一と、はかま満緒師事時代に友好を持ち、市川は後年、日本テレビの開局40周年スペシャルドラマ『ゴールデンボーイズ』で、若かりし頃の萩本（演者は小堺一機）の、これらのエピソードを描いている。

### コント55号結成
熱海の営業で考案したコント「机」を売り込もうと帰京したところ、たまたま坂上二郎から電話が掛かってきて会うことになり、その際、「机」のあらすじを語ったところ坂上から「そのコントは俺と欽ちゃんで演じた方がいいのでは」と提案されたのがきっかけとなり、一回の舞台契約だけで、1966年、「コント55号」を結成。
なお帰京後すぐにそのまま劇場にコントを売り込むつもりでおり、帰京直後というタイミングで坂上からの電話がなければコント55号の結成はなかったと後年語っている。
前田武彦と組んだフジテレビの公開生放送『お昼のゴールデンショー』（1968年〜1971年）で人気に火がつき、『コント55号の世界は笑う』（フジテレビ）、『コント55号の裏番組をぶっとばせ!』『コント55号のなんでそうなるの?』（ともに日本テレビ）、『チータ55号』『みんなで出よう55号決定版!→55号決定版!』（TBS）、『ウォー!コント55号!!』『コント55号!!笑ってたまるか!?』（いずれもNETテレビ・現：テレビ朝日）など数多くのレギュラー番組を抱え、テレビを席巻した。
その後もコンビ活動は続いたが、1970年代後半以降はコンビでのコントやテレビ出演の機会が減少し、次第に個々の活動を中心とするスタンスに変わっていった。

### 視聴率100%男
1971年、日本テレビ『スター誕生!』の初代司会者として単独での活動を始め、1972年にはニッポン放送のラジオ番組『欽ちゃんのドンといってみよう!!』が開始された。聴取者からのハガキ投稿が基本の番組で人気が上昇し、1975年にニッポン放送と同じフジサンケイグループのフジテレビにて『欽ちゃんのドンとやってみよう!』として公開テレビ番組となった。
当時同局で司会を担当していた『オールスター家族対抗歌合戦』（1972年〜1986年、ただし1984年6月限りで司会を降板）で編み出したともいわれる、ゲストの家族や素人出演者へのツッコミぶり（いわゆる「素人いじり」）は、「欽ドン!」では素人主体で結成された「欽ドン劇団」や、ロケ先で道行く人々をも巻き込み、その後テレビ界で主流となった。
『スタ誕』のオファーがあった際に「俺は司会ができないから、ちゃんと司会ができる女の子をつけてほしい」と希望した（断ったら「アシスタントをつける」と局側から申し出られたとも）ことが、アシスタントの走りとされる。
1981年には月曜9時にフジテレビ『欽ドン!良い子悪い子普通の子』シリーズが放送開始し、1976年から始まっていたホームコメディのテレビ朝日（当初はNET）『欽ちゃんのどこまでやるの!』（欽どこ）は、最高視聴率42%を記録する。1982年に始まったTBS『欽ちゃんの週刊欽曜日』、さらにはTBS『ぴったし カン・カン』、フジテレビ『オールスター家族対抗歌合戦』と、レギュラー番組が高視聴率となった。特に冠3番組（『欽ドン』『欽どこ』『週刊欽曜日』）の合計した視聴率の数字から「100%男」の異名を取り、これらの番組から人気芸能人が生まれ、彼らは「欽ちゃんファミリー」として巣立った。
一連の企画・主演バラエティ番組以外でも、1978年から現在も続いている『24時間テレビ』（日本テレビ系）や、1975年に始まった『ラジオ・チャリティー・ミュージックソン』（ニッポン放送）でメインパーソナリティを務め、番組の顔となった。

### 休養宣言
1985年3月、充電と称して当時のレギュラー番組を全て降板し、半年間程休養する。ただし『欽ちゃんの仮装大賞』の司会だけは、日本テレビプロデューサー・斉藤太朗の説得により続行し、『24時間テレビ』にも例年通り出演していた。
降板の理由について、「『100%男』と言われるまでに至った人気を維持していくことに自信が持てなくなった」と説明し、当時人気のあった『オレたちひょうきん族』など、アドリブ主導（出演者の技量、機転に依存、丸投げにする番組作り）のテレビ番組が嫌になったとも言われる。また視聴率が下降気味であることを指摘されるようになり、嫌気が差したとも本人は後に述べている。
テレビ復帰後は低視聴率に陥り、次々と打ち切りの憂き目に遭い、レギュラー番組を多数持つ一線からは退いている一方、舞台公演や「欽ちゃん劇団」のプロデュースなどに傾倒した。

### 長野冬季オリンピック閉会式総合司会
1996年（平成8年）、NHK連続テレビ小説『ひまわり』のナレーターを担当。1998年（平成10年）、長野冬季オリンピック閉会式の総合司会を担当する。この閉会式では全世界同時中継で同時通訳が付くため、予定の台本通りの進行が求められたが、フィナーレが近づいて来たところでアドリブを入れている（後述、#アドリブについての見地の節を参照）。この閉会式の後、母親と兄から電話があった。母親はコメディアンのことを「笑われるから恥ずかしい仕事」などと思い込んでおり、やっぱりどこかで理解してほしかったと思っていたが、母親は長野五輪で初めて息子の仕事を認めたということで、「ごめんね、ごめんね」と泣いて喜んでいたという。萩本もこれを「親孝行ができたたった一つの仕事だった」と振り返っている。

### 茨城ゴールデンゴールズを結成
2005年（平成17年）に野球クラブチーム「茨城ゴールデンゴールズ」を結成し、初代監督に就任した。詳しくは下記「#野球との関わり」を参照。
2007年8月18日 - 19日に放送された『24時間テレビ30「愛は地球を救う」』のチャリティーマラソンランナーになる。66歳という年齢などを考慮して走行距離は通例より短い70kmとした。残り900m余りを残したまま放送時間内（20時52分30秒）でのゴールはできなかったが、引き続き生放送された『行列のできる法律相談所』内にてゴール。瞬間最高視聴率はゴール直前の20時52分に43.9%を記録、ゴールの模様を放送した『行列〜』の平均視聴率は35.3%に達した。66歳でのマラソンランナーは最年長記録となっていたが、2011年の第34回で当時70歳の徳光和夫が担当し、更新された。
2008年10月に「ちょんまげワールド伊勢」の名誉村長に就任。1993年にも同所でプロデュースしているが、劇場が閉鎖されていたことを役者から聞いたことがきっかけで再興に乗り出したという。当時は劇場の役者への演技指導や、施設のプロデュースを行っていた。なお、ノーギャラでこの仕事を引き受けており、交通費も自費で通っていた。この縁で2010年12月には三重テレビ放送の名誉局長にも就任した。なお名誉村長については、時期は不明だが、既に辞任している。

### 監督を勇退・その後
2010年（平成22年）12月12日の試合を最後に、茨城ゴールデンゴールズの監督を勇退した。
2011年（平成23年）3月10日、コント55号の相棒であった坂上二郎が死去。詳しくは下記「#坂上二郎の死と東日本大震災」を参照。
2003年からは不定期に明治座での座長公演を行うなど、舞台公演に力を入れていたが、「大きなステージでは動けない」として2014年3月の公演を最後に大劇場での公演から引退する方針を明らかにした。
一方で、認知症対策のために受験勉強を始め、2015年4月に駒澤大学仏教学部に入学 するも、2019年5月に自主退学した。
長きにわたって機械やインターネットには疎かったが、不定期で放送される冠番組『欽ちゃんのアドリブで笑』の企画で、番組スタッフから「Twitterを始めて下さい。学校で面白い事があったら、撮って投稿して下さい」と依頼され、番組放送の7月7日までに“55万リアクション（リツイート・いいね・返信の3つの合計）達成”という目標を決められたのがキッカケで、「Twitterは反応を見るのが楽しいし、学生と近くなれる不思議な機械。Twitterのおかげで、毎回授業の前に女の子にネタもらったの。青春時代、忘れた何かを思い出させる良い気分だったよ。あれを使ったことで、日に日に感激しているわけ。この機械を1台出すだけで、会話が成立する。いい懸け橋になってくれる」と、学生仲間や松井玲奈などの番組共演者にも気兼ねなくネタ提供の相談をしている。
2021年2月6日、この日放送された『欽ちゃんの仮装大賞』内で、「今回で私、この番組終わり」と言い、番組から退くと示唆した。
2021年9月からはYouTubeに自身のチャンネル「欽ちゃん80歳の挑戦！」を開設、80歳にしてYouTuberとなり、さまざまなことに挑戦、2022年1月からは平日の配信企画「帯欽」も行う。

## 受賞
- 1969年 ゴールデンアロー賞特別賞
- テレビ大賞
- ギャラクシー賞
- 1983年 モービル児童文化賞
- 1994年 第37回ブルーリボン賞特別賞『欽ちゃんのシネマジャック』[26]

## 略年譜
- 1941年（昭和16年）：5月7日、父・萩本団治、母・トミの三男として東京市下谷区に生まれる[27]
- 1945年（昭和20年）：埼玉県浦和市に転居[27]。
- 1951年（昭和26年）：東京都台東区に転居[27]。
- 1956年（昭和31年）：東京都文京区に転居[27]。
- 1957年（昭和32年）：駒込高校に入学[27]。
- 1960年（昭和35年）：駒込高校を卒業[27]。浅草の東洋劇場に入りコメディアン修行をする[27]。
- 1962年（昭和37年）：フランス座で坂上二郎と出会う[27]。
- 1963年（昭和38年）：劇団浅草新喜劇を立ち上げ。初のテレビ出演[27]。
- 1965年（昭和40年）：熱海つるやホテルに長期滞在しコントの仕事をする[27]。
- 1966年（昭和41年）：坂上二郎とコント55号を結成。浅草松竹演芸場で初舞台[27]。
- 1967年（昭和42年）：コント55号として「西田佐知子ショー」に出演、日劇ミュージックホールの舞台を踏む[27]。「大正テレビ寄席」に出演[27]。
- 1968年（昭和43年）：『お笑いヤマト魂』で初のテレビレギュラー[27]。他に『お昼のゴールデンショー』『コント55号の世界は笑う!』[27]。『コント55号・世紀の大弱点』で初の映画主演[27]。
- 1969年（昭和44年）：ゴールデンアロー賞特別賞を受賞[27]。『コント55号!裏番組をぶっとばせ!』[27]。映画『手』制作[28]。
- 1970年（昭和45年）：「コント55号の歌謡大行進」で初のラジオレギュラー[28]。映画『俺は眠たかった!!』制作[29][30]。
- 1971年（昭和46年）：チャップリンを訪問する[31]。『スター誕生!』でテレビ初司会を担当[28]。
- 1972年（昭和47年）：『オールスター家族対抗歌合戦』『日本一のおかあさん』『欽ちゃんのドンといってみよう!!』の司会を担当[28]。『シークレット部隊』第1話に出演[32]。
- 1973年（昭和48年）：『シャボン玉ボンボン』[28]
- 1975年（昭和50年）：『欽ちゃんのドンとやってみよう!』『ラジオ・チャリティー・ミュージックソン』[28]。
- 1976年（昭和51年）：結婚記者会見をひらく[28]。ゴールデンアロー賞を受賞[33]。テレビ『欽ちゃんのどこまでやるの!』[33]。
- 1978年（昭和53年）：テレビ『24時間テレビ・愛は地球を救う』の総合司会を担当[33]。
- 1979年（昭和54年）：第1回『全日本仮装大賞』の司会を担当[33]。
- 1981年（昭和56年）：『欽ドン!良い子悪い子普通の子』[33]。
- 1982年（昭和57年）：『欽ちゃんの週刊欽曜日』[33]、『欽ちゃんの全日本爆笑CM大賞』。
- 1983年（昭和58年）：過労で倒れる[34]。
- 1985年（昭和60年）：休養宣言[33]。
- 1986年（昭和61年）：『ドキド欽ちゃんスピリッツ!!』[33]。
- 1987年（昭和62年）：『ニュースワイド 欽ちゃんのもっぱらの評判』[33]。
- 1988年（昭和63年）：『欽ちゃんの気楽にリン』『欽きらリン530!!』[33]。
- 1993年（平成5年）：『欽ちゃんのシネマジャック』[35]。
- 1994年（平成6年）：『よ!大将みっけ』[35]。
- 1996年（平成8年）：NHK連続テレビ小説「ひまわり』のナレーターを担当[36]。
- 1998年（平成10年）：長野冬季オリンピック閉会式の総合司会を担当する[35]。
- 2005年（平成17年）：クラブ野球チーム「茨城ゴールデンゴールズ」を結成し、監督に就任[35]。
- 2007年（平成19年）：24時間テレビでマラソンランナーを担当する[35]。
- 2010年（平成22年）：茨城ゴールデンゴールズの監督を勇退[37]。
- 2015年（平成27年）：駒澤大学仏教学部に入学[37]。2019年に自主退学[37]。
- 2017年（平成29年）：『欽ちゃんのアドリブで笑（ショー）』[38]。映画『We Love Television?』出演[39]。
- 2021年（令和3年）：YouTubeチャンネル「（萩本欽一）欽ちゃん80歳の挑戦！」を開設[37]。

## 影響
萩本の番組や舞台をきっかけに活動の域を広げた関根勤、小堺一機、はしのえみ、柳葉敏郎、勝俣州和らは、その後も各方面での芸能活動を続け、また「パジャマ党」「サラダ党」と称した鶴間政行、君塚良一、大岩賞介といった放送作家を育成するなど、芸能界、放送界における萩本の影響力は強い。
東京進出する前で、関西でも『4時ですよーだ』（毎日放送）で人気者になる前のダウンタウンを1986年、『欽ドン!ハッケヨーイ笑った!』（フジテレビ）に起用した。笑いの方向性では対極とも言えるダウンタウンの持ち味は全く生かされず、着ぐるみを着て相撲対決等を行っていたダウンタウンも内心嫌がっており、低視聴率が続き3カ月で打ち切りとなった。しかし萩本はダウンタウンに「この番組は終わるが、君達はこの番組以外の所から必ずブレイクするから、心配しなくていい」と直接伝え、実際にその直後に関西で人気が爆発し、3年後の東京への本格進出に繋がった。この件もあり、ダウンタウンは萩本に他の先輩芸人とは別格の念を持っており、ラジオ番組のネタで萩本を揶揄するネタが来たときも、浜田雅功が「萩本さんの悪口言わんといてくれ」と述べている。松本人志は著書で「あの時期のダウンタウンに好き勝手やらせて、他のタレントには細かくダメ出しをしていたのに、OKを出していた大将はやっぱりすごい」と評している。
ダウンタウンとの繋がりでは、1990年10月7日放送の『欽ちゃんの第31回全日本仮装大賞』にダウンタウンが出場し、浜田は萩本の物真似を行った。第30回出場分は予選敗退となっており、両回共にノーギャラ、楽屋も一般出場者と共同と、特別扱い無く出場している。
また、ダウンタウンと同じく『欽ドン!ハッケヨーイ笑った!』に起用していたジミー大西を見て、「あれが意図的な芸であれば、チャップリン以来の天才芸人だ」と大変評価し、2人きりで楽屋にて対話した。しかし楽屋から出てきた萩本は一言「天然だったんだね…」と言葉を残し落胆する。この言葉が「天然ボケ」の言葉を定着させることとなる。
くりぃむしちゅーの有田哲平は、斜に構え尖っていた芸風の若手時代に出演した舞台にて、普段の稽古ではふざけていたものの演出を務めていた萩本が見学に来た際は真面目に演技を行ったところ、萩本に呼び出され「なんで君は真面目にやるわけ？あなたはレールひいたものを壊したい人でしょう？」とアドバイスを受け、それを機にクールさを捨て全力で自由かついい加減なキャラクターで舞台に臨んだところ大ウケしレギュラー番組が次々に決まっていった、という経験をした。このことについて有田は萩本の慧眼を称えるとともに、「ぶっちゃけ師匠なのよ、実は」と自身が大きく影響を受けたと語っている。
1998年には長野オリンピック閉会式の司会に起用される。また、1990年代以降、前川清や自らが主催する欽ちゃん劇団の舞台などでは演出家としても活動している。
『欽ドン!』『良い子、悪い子、普通の子』『欽ちゃん劇団』などで披露した、萩本の発案による冗談やネタは多く、音曲に合わせ踊りながらじゃんけんをして、負けた者が服を脱いでいく野球拳は、『裏番組をブッ飛ばせ!』で使ってから世間に広まった。ただし汚れ役であることと、野球拳が主体となり自分たちのコントが2次的な存在になることへの嫌悪感から、当時はこの役を相当嫌っていた部分がある。ただし2005年の野球拳発祥の地松山での祭りでは、野球拳（本来の野球拳は服を脱がない）で出演した。この際野球拳について35年ぶりに謝罪し話題を呼んだ。また、じゃんけんの「あっち向いてホイ」は、『スター誕生!』の欽ちゃんコーナーで放送されたのをきっかけに全国に広まったものである。

## 人物

### 才能を見抜く眼力
萩本は長江健次などの一般の素人（芸人）や、芸人以外の著名人などを積極的に番組に起用し、コメディーの才能を見抜いて引き出すことに長けていた。自身の経験から、その応用として素人にはプレッシャーをかけてわざと失敗するよう仕向けていた。これは「二郎さんのようにプロとして失敗する芸を身に着けるには、10年かかるから。若い人が出られなくなるから」として、素人にそのチャンスを与えたという考えからだという。またエキストラの活動をしていた時代の挫折の経験がこの下地になっていることもある。
志穂美悦子（女優）、前川清を始めとする内山田洋とクール・ファイブのメンバー、中原理恵（歌手）、真屋順子（舞台女優）、志賀勝（俳優）など、それまでお笑いに縁がなかった面々を自分の世界に引き込み、世間に新たな側面を見出させた。さらに「欽どこ」で若原一郎を、『オールスター家族対抗歌合戦』で近江俊郎を人気復活に導き、タレントとしての才能を発揮させ、歌手時代を知らない若い世代にも知名度を広げた。また萩本は『おしゃれカンケイ』に出演した際に、かつて司会を務めた『スター誕生!』の裏話として、「山口百恵が実は不合格だったが、他の出場者の出番の間、身動き1つせずじっと他の出演者のオーディションを見ていた姿勢を見た萩本が、『百恵ちゃんは必ず大物になる』とプロダクション側に訴えた結果、不合格が合格になった」と話した。その後山口百恵は1970年代を代表するアイドルへ成長することになる。久米宏については、1974年頃久米がラジオ番組でレポーターをやっていたとき見かけてテレビ向きだと感じて、当時企画中の『ぴったし・カンカン』の司会者に起用した（久米はそれまでもテレビに出演していたが、いずれも不成功だったという）。
「視聴率100%男と言われたのも運の力」というほどの運の持論があり、「運を貯めるのや使うのが上手い人が『運のいい人』」「運で一番大事なのはよく寝ること。（『欽ドン』『欽どこ』『欽曜日』の）3番組同時期にやっていた頃も、朝10時起きて夜3時に寝るサイクルがきちんと出来ていた」「がっついてる奴は運が逃げている。逆に間抜けな奴ほど運を持っている」と言う。そのことから、オーディションの時も「運を持っているかどうか」を重視する。また「パジャマ党」「サラダ党」の放送作家たちにも、運を貯めさせるために自分から何も教えず、不安を我慢させながらも5年は辛抱させたという。
欽ちゃんファミリーの勝俣州和は、2008年12月27日放送の『人志松本のすべらない話 ザ・ゴールデン』で披露 したところによると、自身のデビュー当時に萩本から「お笑いは、ネタを振る・ボケる・ツッコむの繰り返しなんだ。ネタを振ってウケたらもっとネタを振れ、ボケてウケたらもっとボケろ、ツッコミがウケたらもっとツッコめ。それがどんどん回りだして大きな波になったら、お前はスターだよ」と教わったという。しかし、それを真に受けた勝俣は、萩本に対してフラフラになるまで激しく叩きツッコミをしてしまい、番組の収録が一時中断するハプニングに至ったとも語っている。
他方、萩本は自番組で人気と知名度が高まった面々について、ファミリーよろしく他の番組でも無条件に使い続けるということはなかった。

### アドリブについての見地
萩本は後にインタビューでアドリブの重要性について「どうして台本どおりやっちゃいけないかというと、台本には間がないんですよ」「どんなにいい台本でも、ひとたび間を入れると微妙にセリフが変わってくるものだから」と語り、舞台上で重要な間の取り方との関係から、アドリブはコントにおいて必要不可欠であるとしている。また、アドリブについて「台本をやらないんじゃないんだよ。台本どおりやって外すんで、急遽それをカットして取っ替えるんです。でも、取っ替えてでもお客さんに笑ってもらわないと、衣装も小道具もみんな無駄になるし、見てるお客さんもつまらないですから」と語っており、コント演者にとって客を楽しませることこそが最も重要であり、そのためにはアドリブも辞さない姿勢を示している。
萩本は、稽古無しでいきなり本番だった東洋劇場などの浅草の舞台での修行が、台本通りの動きを求められたテレビの世界で全く役に立たず、馴染めなかった経験から来ているといったことを話している。なお、吹替を担当した『ウォレスとグルミット』シリーズでは、原語版を殆ど無視したアドリブを連発するなど、独自のアレンジを加えており、アドリブで持ちネタを披露したものの、編集でカットされてしまった事もあった 。
前述、長野冬季オリンピック閉会式の総合司会を務めていた時には、台本通りの進行が求められたことで、前述のように若い頃にCM収録でNGを連発したことで降板を余儀なくされた苦い経験もあって「100%失敗する」と思って最初は断ろうとしていたが、この大役を引き受けた。フィナーレ前までは台本通りに進行していたが、フィナーレが近づいて来たところで「皆さんも選手たちに『ありがとう』と言おう。せーの」と会場へマイクを向けるという、台本には無かったアドリブを入れた。
2017年より、台本無し・リハーサル無し・アドリブ主体のバラエティ番組『欽ちゃんのアドリブで笑（ショー）』をNHKで開始した。

### チャップリンとの面会
萩本が「尊敬するコメディアン」としてチャールズ・チャップリンの名を挙げていたことから、1971年1月にフジテレビの番組企画「拝啓チャップリン様　コント55号只今参上！」で、当時スイスに隠棲していたチャップリンに面会している。実のところ、萩本は「世界で一番有名な人だから」という程度の意識で彼の名を出していたに過ぎず、このときはチャップリン映画も2本しか見たことがなかったという。
当時のチャップリンは、誰にも面会しないと言われており、企画した側も実現するかどうか危ぶんでいたが、萩本は「むしろそういう相手だからこそ会ってくれるだろう」とスイスに出かけた。萩本に与えられたスケジュールは4日間で、初日は予想通り警護の人間から「チャップリンはいないから会えない」と謝絶を受ける。翌日は車で帰宅するチャップリンと窓越しの対面を果たすが、邸内にはやはり入れなかった。3日目には、かつてチャップリンと関わりのあった人物からの「日本人、特に女性が好きなので女性を連れて行けば会えるだろう」とのアドバイスに基づき、土産の博多人形を携えていくが、マネージャーから「預かりはするが、日本からの客人が置いていったとだけ伝える」という冷たい対応を受ける。そして最終日、せめて敬意を持っているという気持ちだけでも伝えたいと粘ったものの、マネージャーはやはり会わせないという返答であった。萩本が怒りと失望から、日本語で「あの（ヒューマニズムにあふれた）映画は嘘だ」などと大声で叫んでいると、それを聞いたチャップリン本人が「何事か」と出てきて暖かく迎え入れ、面会を果たした。萩本によると、いろいろとたかりに来るような訪問者がいたため、マネージャーが来客を会わせないようにしていたという。
萩本のチャップリンに対する印象は「すごい優しい目をして、優しい気持ちを持った、想像もつかない、すごくいい小父さんっていう感じ。」というものだった。チャップリンは萩本を迎え入れ室内を案内したり一緒に写真を撮るなどして40分ほど応対した。チャップリンは萩本が持っていたカメラを見て「写真を撮らなくていいのか？」と写真を撮れるよう水を向け、数枚撮ったところで「景色を変えた方がいい」と場所を変えてくれたりした。
この面会以降、萩本はチャップリンに対して心からの敬意を抱くようになり、作品も全てきちんと見ることとなった。1977年12月、ニッポン放送『ラジオ・チャリティー・ミュージックソン』の生出演中にチャップリンの訃報を伝えられると、萩本は思わず泣き出した。

### 公益活動
NHKで『ワースト脱出大作戦』シリーズに出演したこともあり、公共キャンペーンCMに出演することも増えた（#坂上二郎の死と東日本大震災も参照）。
- NHKではあき竹城と振り込め詐欺防止キャンペーン「みんなで防ごう!振り込め詐欺」のスポットに出演。
- 24時間テレビ『愛は地球を救う』に出演の際、ギャラ交渉では日本テレビ側が支払える限度額まで金額を吊り上げたが、その全額は寄付に回し、ノーギャラで出演した。[要出典]
- 2010年6月、総務省から「地デジ化応援隊」隊員に任命された。アナログ放送終了のキャンペーンCMにボランティアの形で出演した。
- また、三重県の「みえの国観光大使」も務めている。これが縁で、2010年11月、三重県の独立系テレビ局・三重テレビ放送の「報道制作局名誉局長」に“就任”した。茨城ゴールデンゴールズの三重県で行われた試合がきっかけで三重テレビの社長と親交が深まり、同局で「キンさばっ!! -近所の裁き-」（2011年3月終了）という番組をプロデュースしたのに続き、2011年4月からスタートした『欽ちゃんのニッポン元気化計画』の司会を務めている。さらに、『はなまるマーケット』（TBS）のはなまるカフェに出演した際、三重県伊賀市の特産品である漬物「養肝漬」を紹介した。
- 上述の三重県観光大使の活動の一つとして、2011年6月22日に三重県知事鈴木英敬に、四日市市産の陶磁器、万古焼を東日本大震災の被災地に寄付することを報告。その後、万古焼を気仙沼市などへ届けた。
- 2012年12月20日付で、日本テレビホールディングス傘下のビデオ制作・販売事業で、元日本テレビプロデューサーであり萩本とも親交がある土屋敏男が代表取締役を務める「ライフビデオ」の取締役に就任。同社のビデオ制作と販売事業に助言・協力していくほか、依頼主の要望によっては萩本自らビデオ出演することもあるという[53]。

### 結婚報道と家族
テレビの『欽ドン!』のヒットで時代の寵児となっていた頃に結婚を発表したが、相手が浅草での駆け出し芸人時代に知り合ったストリッパーだったことから名前などの詳しい情報は伏せるようマスコミに要望を出している。
妻との間に3人の息子がおり、一般人という理由で長らく公表されなかったが、2007年に刊行された自伝『なんでそーなるの!』（日本文芸社 ISBN 978-4537254686）において実名入りで紹介された。2014年12月に日本経済新聞で連載された「私の履歴書」でも、結婚に至る詳しい事情や家族のことが実名入りで紹介されている。
2020年10月、『週刊文春』の取材の中で、妻ががんで4年前から闘病し、8月28日に82歳で死去したことを明かしている。

### 親族
- 兄・萩本功（はぎもと いさお、1927年7月9日 - ） - プラスロン化粧品会長[55]
- 弟・萩本悦久（はぎもと よしひさ、1943年 - ） - 元東京創価小学校校長[56]
- 姪・プラスロン明世（ぷらすろん あきよ、1967年4月12日 - ） - プラスロン化粧品社長[57]
- はとこ・藤本克巳 - 株式会社カツミ堂写真機店会長[58]
- 姪孫・萩本愛里（はぎもと あいり、1986年12月26日 - ） - プロテニス選手[59]
- 姪孫婿・ヴァルアサエリ愛（1989年5月7日 - ） - プロラグビー選手[60]。

### 芸に対して
- 萩本自身は芸事の細かいことにもこだわるため、変わった芸名を極度に嫌い、新人時代に「ラビット関根」の芸名を名乗っていた関根勤を本名に戻させたことがある。「ラビット」の名付け親が桂三枝だったと言うことを聞き、「言ってくれよー。（三枝に）怒られちゃうよ」と萩本はコメントしていた。
- 弟子入りを志願する者が来ると、「正しい箸の持ち方をしていることは親の躾（しつけ）を素直に受け入れている証拠であり、その素直さが成長には不可欠である」という信念から、箸の持ち方を見るためにまずは食事に連れて行く。
- 下ネタはやらず、避けていることで知られているが、東八郎から「下ネタとダジャレは素人にあげたネタだから、プロがやっちゃいけない」と教わったのを守っているからで、「自分がやると（東から）殴られた」という。ただし、自身は下ネタが嫌いと言う訳ではない[61]。

### 坂上二郎の死と東日本大震災
2011年3月10日午前9時40分にコント55号の相棒だった坂上二郎の死、そして翌3月11日に日本を襲った東北地方太平洋沖地震（東日本大震災）と、萩本は2日連続で大きな出来事に見舞われた。その際において、以下のようなエピソードがある。
- 坂上二郎の訃報を受け、3月10日、仕事先の富山から飛行機で帰京した萩本は羽田空港にて報道陣に「悲しい。さびしい。二郎さんのばか」[62] と語り、また「コント55号は最高だった。二郎さんのおかげで楽しい笑い人生になった。坂上二郎を忘れません」と、長年の相棒を偲ぶコメントも発表した[63]。坂上の死の翌日、東日本大震災が発生したが、萩本は「死んだ日が二郎さんらしかったよね。ちゃんと報道してもらうためには、ギリギリのタイミングだったんだもん」と述懐した[62]。
- 坂上の家族葬が3月13日に栃木県那須塩原市で営まれた際には、震災の影響でストップした東北新幹線を使わずにJR宇都宮線とタクシーのみで東京から4時間かけて斎場に駆け付け、長年の相方であった坂上に最後の別れをした[64]。
- さらに、かつて『欽ドン!』で共演した気仙沼ちゃん（宮城県気仙沼市で民宿を経営）と震災発生直後から連絡が取れず、安否を心配していたが、一家で無事だったことがわかり、ホッと胸をなでおろした[65]。また7月6日には万古焼を被災地に届けるため仙台へ出向き、気仙沼ちゃんに再会した[66]。
- 3月20日より日本テレビにて、震災の被災者にエールを送る3秒スポットCM「がんばろう!ニッポン」に堀尾正明らと出演し、同局系列で5月上旬まで放送された。
- 2012年1月下旬にはテレビ番組の収録で被災地を訪問し、気仙沼漁港など7か所の漁港を訪れた。このうちの1本は東日本大震災から1年となる3月11日にテレビ東京系で放送された『会いたい人がいる!田舎に泊まろう!3・11スペシャル』である[67]。
- 坂上二郎の一周忌を経た2012年5月19日、坂上の縁の地を萩本が訪ねる特別番組『欽ちゃんのありがとう二郎さんツアー』が日本テレビで放送された[68]。なお東日本大震災の関係により、坂上没後すぐ追悼番組の編成がなかったことから、一周忌を経てようやく実現する形となった。

### その他のエピソード
- 日本の大手テレビ制作会社であるテレビマンユニオンの大株主の一人である[69]。元々同社の設立時に創業理念に賛同して出資を申し出たもので、萩本は「自分が演出をやるならテレビマンユニオンで」と語っているという[70]。
- 競馬の馬主でもあり、中央競馬では小倉記念を優勝したアンブラスモア（萩本企画名義）、ビヨルリンク、1977年日本ダービーに吉沢宗一騎乗で出走したことがあるパリアッチ[注 6]などを所有していた[71]。
- 将棋好きとしても知られる。元々はテレビ番組で米長邦雄と出会ったことが契機で、以後米長を通じて棋士との交流が続いていたという[72]。大山康晴からはアマチュア四段の免状を授与されているが、その際には大山から「免状の日付を4月1日にしてある」などとジョークを飛ばされたというエピソードもある[73]。
- 2013年5月15日放送の日本テレビ『1番ソングSHOW』出演時、「今やってる日テレの番組の中で好きなバラエティ番組は?」との質問に『世界の果てまでイッテQ!』とした。また、『イッテQ!』のレギュラー出演者・イモトアヤコについて、「コント55号以上に走っている」と話し、「汗かいて動いている人なので大好き」と語った[74]。
- 日本で初めてピンマイク（接話型マイク）をつけたのも萩本である[75]。ブロードウェイのショーで演者がつけているのを見て、ソニーの製品だと知り、日本のテレビに持ち帰ろうと思ったが、スタッフから「これは（番組収録には）使えない」と当初は断られた。しかし使えない商品だからこそ「使えないところをソニーには見せたほうがいい」と萩本はダミーとしてピンマイクを使用し続け、それを見たソニーのスタッフが1年で番組収録に使用できる性能に上げたという[75]。なお、ピンマイクが実用化されていなかった頃は、通常のマイクを服の内部にしまい込んで演技するのが基本だった。
- 劇団浅草新喜劇で活動していた頃、当時TBSディレクターの向井爽也に見込まれてエキストラの活動をしていたが、現場で誰にも話しかけられず目も合わされない疎外感を感じ、更にはTBSのドラマ『楡家の人びと』で3日かけて撮影した自分の出演シーンが丸々カットされたことで「仕事が形にならないのならもうやめよう」と思い、エキストラの仕事は3年ほどで辞める。後に売れっ子になった時に『楡家の人びと』のディレクターだった大山勝美と再会、大山から丸々カットしたことを謝られたが、萩本にとってはこれでエキストラを辞める決心がついた、今の自分があるのは大山のおかげとも思っていたことで「むしろ恩人だと感謝しています」と答えたという[9]。
- 忠臣蔵で知られる大石内蔵助が嫌いだと話していたことがある。仇をとるのはいいが、むしろ「ここまでこられたのはあんたのおかげ」として感謝して帰って来ればいいのに、命まで取ることはない。腹の立つことがあってもそれをバネにして頑張れば、吉良上野介だって恩人に思えるのに、と言ったことを話している[9]。
- 弟子の東貴博が子供が誕生した際に命名の相談を受けて、東の子供の名前を決めた[76]。

## 野球との関わり
萩本欽一と野球、そのルーツ
高校時代は野球部に籍を置くいわゆる高校球児だった。
プロ野球・読売ジャイアンツの長年のファンであり、長嶋茂雄の大ファンでもある。2015年の原辰徳の巨人監督退任時には次期監督に高橋由伸の就任を予言し、的中させた。
1975年頃には「欽ちゃんず」というチームを持ち、雑誌社などのチームと交流試合も行ったこともある。当時は背番号の代わりに女優の名前を入れたりしていた。
「欽ちゃんのドンとやってみよう!」では、元プロ野球選手の尾崎行雄や“ヒゲ辻”こと辻佳紀らの3人チームがアマチュアチームと対決する「欽ドン!野球」のコーナーもあった。
茨城ゴールデンゴールズの結成、野球人気回復へ
2004年12月26日、2005年度からの日本野球連盟加盟を目指し、関東を本拠（後に茨城県桜川村〈2005年3月22日に平成の大合併に伴い稲敷市になる〉を本拠地に制定）とした野球クラブチーム「茨城ゴールデンゴールズ（以下、茨城GG）」（愛称：欽ちゃん球団）を結成した。
萩本は、独自のマイクパフォーマンスや、女子選手・元プロ野球選手・お笑い芸人などの参入など、前例のないチーム作りを推進し、茨城GGをアマチュア野球随一の人気チームへと成長させた。また、宮崎県においても、姉妹チームの宮崎ゴールデンゴールズが活動を開始した。
以降、森田健作や山本譲二、森口博子ら著名人が監督となってクラブチームを設立する事例が続出し、野球人気の回復に大きな功績を残した。
山本圭一の事件と解散発表、そして一転しチーム存続
2006年7月16日夜から7月18日にかけて、遠征先の北海道にて、タレントで所属選手だった山本圭一（極楽とんぼ）の17歳女性への性的暴行が発覚し、吉本興業から契約を解除される騒動が起こった。7月19日、集まった報道陣に「山本氏に何か一言」と求められると、「山本、球団なくなっちゃったよ。ことがことだけに山本だけが責められる問題ではない。この野球を始めたのは僕なので、大好きな野球だけどやめることにしました。ごめんなさい。みんな、ごめん。申し訳ございませんでした」と涙ながらにゴールデンゴールズ球団を解散することを発表した。事件については一切語らず、「野球、大好きだった」とのみ語った。日本野球連盟に球団解散の意思を伝えたのは、会見の8時間前であった。7月21日に球団は山本の登録を抹消し、除名処分にしたと発表した。事件の夜に山本と同席し事情聴取を受け、事件性なしと判断された2選手も当面、謹慎処分とした。
だが解散発表直後から、地元市民による存続署名活動が展開されたことや、各メディアのアンケートなどで存続要望が高かったことなどを受けて、7月22日新潟県でのセガサミーとの試合前に、球場で解散の撤回を発表した。
球団解散の撤回発表の際に、山本に対して「背番号をとったユニフォームを着て、お客さんのいない夜に普通の山本で遊びにおいでよ」と温かい言葉を送り、『ワイド!スクランブル』（テレビ朝日系）のインタビューでは、「問題が解決したら背番号0のボール拾いからやり直しさせる」と山本の更生に関わることを示唆する一方で、チームの大幅なリストラを提示し山本の復帰は無いと発言するなど、山本の球団復帰に対する萩本の考えは流動的と当初見られていた。山本は2007年1月に宮崎県日向のキャンプにアポイントなしで突然訪れ、スタンドから萩本ら球団関係者に謝罪した際は、萩本はグラウンドへ降りる許可は与えたが、優しい口調ながらも困惑の色は隠さずに「今はまだ（復帰には）早いから、帰りなさい」と取り合わなかった。球団関係者の中には「（山本さんが来たことは）記事にもしてほしくない」と激怒する声もあった。
なお、2015年1月に山本が芸能生活復帰ライブを開催した際に萩本が山本に会いに劇場を訪れ、祝いの花を贈ったという報道が一部でされたが、ライブ中の山本の発言を基にした誤報であり、佐藤企画はどちらも否定した。しかし、萩本本人の話により、事務所に山本を呼び、祝儀を渡したことが明かされている。
茨城ゴールデンゴールズ監督を勇退
2010年12月12日に監督を勇退し、後任に片岡安祐美を指名した。
茨城GG監督としての最後の試合は同日平塚球場にて、松坂大輔（MLB・レッドソックス）率いるチーム「サムライ」とのチャリティーマッチ「欽ちゃん・松坂大輔のドンとやるの!」として行われ、約1万2000人の大観衆が見守る中、茨城GGは15-12で勝利して有終の美を飾った。
萩本は試合後「本当に幸せでした。野球がこんなに楽しいということを、改めて気づきました。いろんな経験ができました。そして今日、この平塚で、みなさんとさよならできたことも、深く深く思い出に残ります。本当にみなさん、ありがとうございました」と涙ながらに挨拶し、茨城GGナインから胴上げをされた後、平塚球場に集まったファンと触れ合いながら、グラウンドを一周し6年間にわたる監督生活に別れを告げた。
横浜ベイスターズ応援団長
2011年4月12日に行われたプロ野球開幕戦「横浜ベイスターズ（現：横浜DeNAベイスターズ）対中日ドラゴンズ」戦（横浜スタジアム）にて、横浜市長の林文子とともに始球式に登場。萩本は背番号55が付いた横浜のユニフォームを着用し、おなじみの欽ちゃん走りで登場するなり、集まったファンの爆笑と拍手喝采を誘った。
同日、横浜ベイスターズ応援団長の就任を宣言した（こちらも参照）。
2011年4月より、横浜球団と萩本の共同による「欽ちゃん!!横浜ベイスターズ応援プロジェクト」が立ち上げられた。第1弾として、4月の横浜公式戦で特別観戦チケット「欽ちゃんチケット」を販売された。始球式を務めた4月12日の中日戦は横浜が勝利し、以降横浜が健闘したことで、萩本が自ら販売を申し出たという。

## 出演作品

### テレビ（単独での出演番組）
- 東芝ファミリーホール特ダネ登場!?（1970年 - 1979年、解答者、日本テレビ）
- スター誕生!（1971年 - 1980年、司会、日本テレビ）
- 女・おとこ（1971年10月21日 - 11月18日、NETテレビ）
- シークレット部隊（1972年4月7日、TBSテレビ/第1回）[85][注 9]
- 日本一のおかあさん（1972年 - 1976年、司会、TBSテレビ）
- オールスター家族対抗歌合戦（1972年 - 1984年、司会、フジテレビ）
- シャボン玉ボンボン（1973年、日本テレビ）
- 欽ドン!（1975年 - 1980年、1981年 - 1986年、フジテレビ）
  - 欽ちゃんのドンとやってみよう!
  - 欽ドン!良い子悪い子普通の子（おまけの子）
  - マイルド欽ドン!
  - 欽ドン!お友達テレビ
  - 欽ドン!ハッケヨーイ笑った!
  - 欽ドン!スペシャル
- 欽ちゃんのどこまでやるの!（1976年 - 1986年、テレビ朝日 ※番組開始当時はNETテレビ）
- 欽ちゃんのドーンと24時間（1977年、フジテレビ）
- 欽ちゃんの向こう三軒両隣（1977年、TBSテレビ）
- 欽ちゃんのこれが1番!!（1977年 - 1979年、TBSテレビ）
- 24時間テレビ 「愛は地球を救う」（1978年 - 1980年は総合司会、1981年 - 1984年はチャリティーパーソナリティー、1985年 - 1989年、1992年、1997年、2005年、2008年、2009年および2011年以降は主要出演者の1人として参加、2007年はチャリティーマラソンランナー、日本テレビ）
- 欽ちゃんドラマ・Oh!階段家族!!（1979年、日本テレビ）
- 欽ちゃん劇場・とり舵いっぱーい!（1979年、日本テレビ）
- 欽ちゃんの爆笑仮装コンテスト 全日本仮装大賞→欽ちゃん&香取慎吾の全日本仮装大賞（1979年 - 、司会、日本テレビ）[86]
- 欽ちゃんの9時テレビ（1980年 - 1981年、フジテレビ）
- 欽ちゃんのちゃーんと考えてみてネ!（1980年 - 1981年、日本テレビ）
- 欽ちゃんの全日本爆笑CM大賞（1982年 - 1983年、日本テレビ）
- 欽ちゃんの週刊欽曜日（1982年 - 1985年、TBSテレビ）
- そーっと歌ってみよう（1983年、テレビ朝日）
  - わがまま気ままベストワン!!（1983年 - 1984年、テレビ朝日） - 『そーっと歌ってみよう』を改題。
- たみちゃん（ドラマ、1984年、テレビ朝日）
- 日曜9時は遊び座です（1984年 - 1985年、日本テレビ）
- TVプレイバック（1985年 - 1989年、司会、フジテレビ）
- ドキド欽ちゃんスピリッツ!!（1986年、TBSテレビ）
- 欽ちゃんの気楽にリン（1988年、日本テレビ）
- 欽きらリン530!!（1988年、日本テレビ）
- 欽ちゃんのどこまで笑うの!?→欽どこTV!!（1988年、テレビ朝日）
- 生誕100年～知られざるチャップリン（1989年、NHK総合） - NHKスペシャル。コメンテイターとして出演[87]。
- 欽ちゃん走るッ!（1991年、フジテレビ）
- 悠々くらぶ（1991年 - 1994年、NHK総合） ※再放送は教育テレビ
- よ!大将みっけ（1994年 - 1995年、フジテレビ）
- 連続テレビ小説 ひまわり（1996年、NHK総合） - ナレーション（リキの声）/五木獣医 役
- サザエさん パート6（1996年、フジテレビ）
- 欽ちゃんとみんなでしゃべって笑って（1998年 - 2002年、NHK総合）
- ザ・ベストテン 今夜だけの豪華版'97（1997年、TBSテレビ）追っかけマン。長野冬季オリンピック開閉会式会場 ルクプルの「ひだまりの詩」をエスコート
- フードファイトスペシャル２ 深夜特急死闘篇・全国有名駅弁七番勝負（2001年、日本テレビ） ※ミスター・K役
- キンさばっ!! -近所の裁き-（2008年 - 2011年、三重テレビ）
- 欽ちゃんのワースト脱出大作戦→欽ちゃんのがんばる!日本大作戦（2010年 - 2012年3月、司会、NHK総合）※主に関東・甲信越地方で放送
- 欽ちゃんのニッポン元気化計画（2011年 - 2012年、三重テレビ）
- 火曜エンタテイメント!欽ちゃんスペシャル（2009年 - 2010年、テレビ東京）
- 悪いのはみんな萩本欽一である （2010年3月27日、フジテレビ「チャンネルΣ」） - 映画監督の是枝裕和が映像を手掛けた、フジテレビ独自によるバラエティ検証番組[88]
- 欽ちゃん!30%番組をもう一度作りましょう（2011年7月22日、日本テレビ「金曜スーパープライム」） - 同年7月24日のアナログ放送終了→デジタル完全移行を記念して放送された特番[89][90]
- ニッポン美味しい笑顔紀行〜東日本ギョギョうま編〜（2012年2月19日 - 3月18日、BS-TBS）
- プレミアムドラマ 欽ちゃんの初恋（2012年8月19日、NHK BSプレミアム）
- ザ・テレビっ子 TV60年“懐かし番組”大集合!（2013年8月22日、NHK BSプレミアム） ※加藤茶と対談
- 熊野古道〜お伊勢さんからもうひとつの聖地へ〜（2014年3月 - 12月、全10回、三重テレビ） ※ナレーション
- ファミリーヒストリー（2015年4月2日、NHK総合）
- 第48回 思い出のメロディー（2016年8月27日、NHK総合・ラジオ第1） ※総合司会[91]
- ドキュメンタリー「藤井聡太」（2017年 - 不定期で放送、東海テレビ) ※ナレーション
- 欽ちゃんのアドリブで笑（ショー）（2017年5月 - 2020年2月、不定期で放送、NHK BSプレミアム）[92][93][94]
- 欽ちゃんのちょっと近所のお寺めぐり（2017年12月16日 10:25 - 11:40、フジテレビ）
- プロフェッショナル 仕事の流儀（2020年3月10日、NHK総合）

### ラジオ
- ラジオ深夜便「萩本欽一の人間塾」（2014年4月28日 - 2021年9月20日・月1回第3月曜日、NHKラジオ第1・FM ホスト）
- ミュージックメモリー（NHK-FM 2008年5月18日・25日放送分でゲスト出演。）
- SONY JUST IN NIPPON どちらさんも欽ちゃんです（1972年4月 - 1972年9月、ニッポン放送）
- 欽ちゃんのドンといってみよう（1972年10月 - 1979年4月、ニッポン放送）
- ラジオ・チャリティー・ミュージックソン（パーソナリティとしては1975 - 1985年、2008年、ニッポン放送）
- 欽ちゃんのここからトコトン（1979年10月 - 1984年3月のうち、ナイターオフ期間（10月 - 3月）のみ、ニッポン放送）
- ニュースワイド 欽ちゃんのもっぱらの評判（1987年10月 - 1988年3月、ニッポン放送）
- 欽ちゃんのドンといってみよう!野球盤（2007年10月 - 2008年3月、ニッポン放送）
- 欽ちゃんのドンといってGO!GO!（2008年10月 - 2009年3月、土・21:00 - 21:30）
- 欽ちゃんとオードリー若林のキンワカ60分!（2022年1月2日・5月5日・2023年1月1日、ニッポン放送）[95]
- はかま満緒の話しのタネ（2010年3月8日・15日、ラジオ日本 ゲスト）
- キャイ～ンのオールナイトニッポンGOLD〜浅井企画大集合スペシャル〜（2024年5月10日、ニッポン放送 インタビューゲスト）
- ナイタースペシャル「欽ちゃんのラジオとテレビの話」（2024年6月20日、ニッポン放送）[注 10]
- 欽ちゃん ナオコのラジオ・チャリティ・ミュージックソン スペシャル（2024年12月12日、ニッポン放送）[96]

### アニメ
- ウォレスとグルミット - ウォレス 役
  - ウォレスとグルミット 野菜畑で大ピンチ!（2006年）
- ちびまる子ちゃん（2022年） - 本人役[97]

### 映画
（コント55号の出演作はコント55号#映画を参照。）
- 初恋宣言（1968年、松竹）
- 手（1969年）[98] - 製作・監督・脚本・音楽・主演[99]
- 俺は眠たかった!!（1970年 浅井企画・松竹）…製作・監督・脚本・音楽・主演[100]
- セックス喜劇 鼻血ブー（1971年、東映） - 葬儀屋役
- がんばれ!ベアーズ大旋風 -日本遠征- - 本人役（1978年）
- 第1回 欽ちゃんのシネマジャック（1993年）
- 第2回 欽ちゃんのシネマジャック（1994年）
- 月（2000年） - 富田良作役
- タッチ（2005年・東宝）
- We Love Television?（2017年）[101][102][103]

### 舞台
（コント55号の舞台出演は「コント55号＃舞台」参照）
- いかん どっかん あっけらかん 作・演出・出演。（明治座、2011年）[104]
- 欽ちゃん奮闘公演 THE LAST ほめんな ほれんな とめんな 作（秋房子名義）・演出・出演。（明治座、2014年）[105]

### CM
- サッポロ一番ごま味ラーメン（サンヨー食品、1972年頃）
- 金ちゃんヌードル、金ちゃん焼そば、共に1973年 - 1975年頃、（徳島製粉）
- もちっ子（東芝、1975年頃）[106]
- サクラカラー24（小西六写真工業〈現：コニカミノルタ〉 1976年、「どっちが得かよーく考えてみよう」のコピー）
- サラダ一番（森田あられ）
- 霧ヶ峰（三菱電機）
- バスクリン（津村順天堂、「I LOVE 湯（ユー）LOVE バスクリン」のコピー[注 11]）
- カルピス
- アクサ生命
- 全国法人会連合会[107]
- 公共職業安定所（ハローワーク）
- カゴメ・カゴメソース（1982年）
- 江崎グリコ（1984年・企業、「I LOVE GLICO」のコピー）
- 日本コカ・コーラ（ジョージア 2007年12月 - 2008年、舘ひろしと共演）
- 東京都「TOKYO2016」（2008年 - 2009年。2016年東京オリンピック招致キャンペーン）
- 総務省・Dpa「地デジ化応援隊」（2010年7月 - 2011年）
- 日本テレビ「がんばろう!ニッポン」（2011年3月20日 - 4月下旬。東日本大震災被災者支援のための3秒スポット）

### ゲーム
- 実況パワフルプロ野球12

### インターネット配信
- 欽ちゃんのドーンとゴールド! HIROPRO（2015年8月 - 2016年7月、ニコニコ動画）
- 欽ちゃんのドーンとプラチナ! HIROPRO（2016年8月 - 2017年4月、FRESH!）

## 著作

### 著書
- 『欽ちゃんつんのめり』読売新聞社、1980年3月20日。
  - 『欽ちゃんつんのめり』〈光文社文庫〉、光文社、1984年10月20日。
- 『欽ちゃんどこまで書くの』毎日新聞社、1984年。
- 『欽ちゃんの愛の世界45 一日一話で幸せづくり』小学館、1984年。
- 『欽ちゃんのはにかみ人間学 どうしてオレってばかなんだろう』主婦と生活社、1984年。
- 『テレビに恋して20年 泣いて笑って、笑って泣いて…』日刊スポーツ出版社、1988年。
- 『「笑」ほど素敵な商売はない』福武書店、1993年。福武文庫 1995年。
- 『まだ運はあるか』大和書房、1999年。
- 『快話術 誰とでも心が通う日本語のしゃべり方』飛鳥新社、2000年。『人生が楽しくなる気持ちのいい日本語』飛鳥新社ゴマ文庫、2008。
- 『欽ちゃんの人生コントだよ!!』実業之日本社、2004年。
- 『人生にはチャンスが三度ある 成功する人の演出力』ビジネス社、2005。
- 『ユーモアで行こう!』ロングセラーズ・ロング新書 男のVシリーズ、2006年。
- 『欽言力』萩本欽一編著、日本文芸社、2007年。
- 『なんでそーなるの! 萩本欽一自伝』日本文芸社、2007。集英社文庫、2010年。
- 『野球愛』ソフトバンク新書、2007年。
- 『欽ちゃんのダメをやって運をつかもう!! NHK知るを楽しむ人生の歩き方。』DHC、2009年。
- 『ダメなときほど運はたまる だれでも「運のいい人」になれる50のヒント』廣済堂新書、2011年。
- 『負けるが勝ち、勝ち、勝ち! 「運のいい人」になる絶対法則』廣済堂新書、2012年。
- 『ユーモアで行こう!』ロングセラーズ・ロング新書、2012年。
- 『続・ダメなときほど運はたまる』廣済堂新書、2015年。
- 『ダメなやつほどダメじゃない 私の履歴書』日本経済新聞出版社、2015年。
- 『ばんざいまたね』ポプラ社、2015年。
- 『欽ちゃんの、ボクはボケない大学生。73歳からの挑戦』文藝春秋、2016年。
- 『運が開ける欽言録』徳間書店、2017年。
- 『ダメなときほど「言葉」を磨こう』集英社新書、2017年。
- 『ダメなときほど笑ってる？　失敗をぜ～んぶ「笑い」に変える方法』廣済堂新書、2018年。
- 『人生はおもしろがった人の勝ち』大和書房、2018年。
- 『人生後半戦、これでいいの』ポプラ新書、2019年。
- 『マヌケのすすめ』ダイヤモンド社、2020年。
- 『80歳、何かあきらめ、何もあきらめない　気持ちが明るく楽になる、生き方とたたみ方』主婦と生活社、2021年。
- 『ありがとうだよスミちゃん　欽ちゃんの愛妻物語』文藝春秋、2023年。

### 共編著
- 『欽ドン いってみようやってみよう』第1-  4編、集英社、1975年 - 1976年。
番組「欽ちゃんのドンといってみよう!」で紹介されたネタを収録した本。
- 『欽ドン いってみようやってみよう』part5・6、萩本欽一&パジャマ党編、集英社、1976年 - 1978年。
- 『欽ちゃんのゲーム大革命』萩本欽一&パジャマ党編、双葉社、1977年。
- 『欽ちゃんのドンといってみよう』パジャマ党共編、集英社、モンキー文庫、1977年。
- 『とっておき十話』新日本出版社、1985年。

森光子、手塚治虫、木下恵介、正司歌江、増井光子、辻久子、大鵬幸喜共著
- 『小林信彦 萩本欽一 ふたりの笑タイム 名喜劇人たちの横顔・素顔・舞台裏』小林信彦共著、集英社、2014年。集英社文庫、2017年
- 『運がよくなる仏教の教え』千葉公慈共著、集英社、2016年。
- 『誰も知らない、萩本欽一。』取材・土屋敏男、構成・木村俊介、ぴあ、2017年。

### 編集
- 『欽ちゃんのバカうけ大行進』1976年[108]。

### 連載
- 芸道54年 笑いと涙のドラマがいっぱい! 萩本欽一の「人生ってめぐり愛だよね」（『週刊アサヒ芸能』2013年7月11日号より）

### 監修
- 『世界で一番短いドラマ : 欽ちゃんのどこまでやるの!』テレビ朝日編、朝日ソノラマ、1979年。[109]

### 評伝
- 太田省一『萩本欽一　昭和をつくった男』ちくま新書、2024年11月

## ディスコグラフィ

### レコード
（コント55号としてのレコードは、「コント55号＃レコード」を参照）
- 何処かにお前が/手のテーマ（1970年2月）‐映画「手」サウンドトラックより。20万枚以上のヒット[110]
- あーねむいなあー（深夜放送の為のボサ・ノバ/君は小さな恋人（1970年9月）‐映画「俺は眠たかった」より
- 山に登れば/今がチャンス（1972年9月）
- 拝啓おかあさん/あんちくしょうの唄（1975年7月）
- 妻は夫をいたわりつ/欽一・順子の子守唄（1978年5月）共演真屋順子‐テレビ朝日「欽ちゃんのどこまでやるの」より
- 「欽ちゃんの」渡り鳥だよ/同カラオケ（1978年11月）‐フジテレビ「欽ちゃんのドンとやってみよう」より
- 欽ちゃんのドンといってみよう！/今がチャンス[111]
- 欽ちゃんと歌って笑って。　欽ちゃんの『アリババと四十人の盗賊』ですよ／欽ちゃんの『母をたずねて三千里』なの。[112][113]

### CD
- コント55号黄金時代（キング、KICS2183）

## パジャマ党
パジャマ党 は、萩本欽一の番組に関わる構成作家集団で、『欽ドン!』などのヒットにも貢献したブレーンでもある。大岩・永井・詩村・鶴間・大倉は『オレたちひょうきん族』の構成にも名を連ね、これをきっかけに萩本以外のタレントの番組にも関わるなど、日本のテレビバラエティ全体に影響力を持つ存在となっていった。
構成員（今でいうブレーンスタッフ）の鶴間・大倉・益子・君塚の4名は、次世代の集団として「サラダ党」と称していたこともある。萩本自身も「秋 房子（あき ふさし）」の筆名で番組構成にも関わっていた。秋房子（あき ふさし）というペンネームについて「番組を女性が書いているものと思わせたかった」とテレビ朝日の開局記念番組である『超大ヒット人気番組ぜ〜んぶ見せます!スペシャル』で振り返った。実際に視聴者から届いたハガキは女性と思っていた人が多かった。
- 大岩賞介
- 永井準
- 詩村博史
- 鈴木しゅんじ
- 鶴間政行
- 大倉利晴
- 益子強
- 君塚良一（後に『ずっとあなたが好きだった』『踊る大捜査線』などの脚本を手がける）

## 演じた俳優・声優
- 小堺一機 - 『ゴールデンボーイズ 1960笑売人ブルース』（1993年8月24日、日本テレビ系）
- 五辻真吾 - 『ヒットメーカー 阿久悠物語』（2008年8月1日、日本テレビ系）
- 金井勇太 - プレミアムドラマ『欽ちゃんの初恋』（2012年8月19日、NHK BSプレミアム）
- 松尾銀三、宮坂俊蔵 - 『ちびまる子ちゃん』（不明）※その後2022年には萩本本人が演じた。
- 角田晃広 - 「誰も知らない明石家さんま さんまVS萩本欽一 35年前運命の1日」内でのミニドキュメンタリードラマ『さんまが挑んだ伝説の男』（2022年11月20日、日本テレビ系）
- たむたむ - 『アイドル誕生 輝け昭和歌謡』（2023年12月1日・NHK BSプレミアム4K）
- 伊藤淳史 - 『欽ちゃんのスミちゃん 〜萩本欽一を愛した女性〜』（2024年8月31日・日本テレビ）

## その他

### 漫画
コント55号としての登場作品は、「コント55号#漫画」を参照。
- 『ドレミファ学園』 - 巴里夫作[115]。講談社『なかよし』連載[116]。エピソード「ハッピィ バースデイ パリコちゃん！」（第3巻収録）[117]で、主人公の見ているテレビ番組に萩本が登場。
- 『ブラパン専科』 - 風間宏子作[118]。小学館『少女コミック』連載[119]。『欽ドン!』の収録に来た萩本が作中キャラクターと掛け合いをする。
- 『萩本欽一物語』 - 加東康一原作、桜多吾作作画。秋田書店『月刊少年チャンピオン』1976年2月号掲載[120]。
- 『コント54号のギャグ大行進 花の五年生』 - 酒巻ナオキ作。小学館『小学五年生』1976年4月号掲載[121][122]。
- 『欽ドンはこうしてつくられる』 - おだ辰夫作。小学館『小学五年生』1976年5月号掲載[123]。『欽ドン!』の制作過程を描くレポート漫画。
- 『欽ちゃんのコント人生』 - 柳沢きみお作。小学館『小学五年生』1976年6月号掲載[124]。萩本の半生を描いた漫画。
- 『初恋はポニーテールの娘だった』 - 長谷邦夫作。上述の『欽ちゃんのバカうけ大行進』（1976年）に掲載。萩本の初恋の顛末を描く[125]。
- 『激画：哀しみは代沢からやってくる』 - 関野ひかる作。『欽ドン　いってみよう　やってみよう　PART5』（1976年）に掲載[126]。萩本とパジャマ党、『欽ドン!』のスタッフ（常田久仁子、竹島達修、三宅恵介）らがドタバタ騒動を繰り広げるギャグ漫画。
- 『キンドコング』 - 水木しげる作[127]。双葉社『パワァコミック』1977年第1号掲載。『水木しげる漫画全集』62に収録[128]。「欽ちゃん」が突然巨大化し、突如現れたモグラコングと戦う。

### 注
1. ↑  ただし、著書『テレビに恋して20年』では、渡してくれた相手は池ではなく東八郎となっている。自伝『なんでそーなるの！』（日本文芸社、2007年、pp.100-103）では4万5000円とあり、当時の一年分の給料より多い金額とある。
2. ↑  当初はその都度の契約だったが、気づいたらコンビになっていたという。
3. ↑  萩本のチャップリンとの面会、チャップリンに対する考えは『チャップリン その愛と神話』[52]の「寒さにこごえながら　萩本欽一」に詳しい。
4. ↑  当時の著名人は結婚した際に記者会見を開く事や結婚式の様子をマスコミに公開する事が通例であり（結婚相手が一般人の場合でも顔や氏名を出す事がほとんどであった）、萩本のように結婚相手の情報を非公表とする事は異例であった。
5. ↑  自伝によると、報道自粛を伝えた際にはマスコミ関係者からは抗議されることもなく、皆事情を知っていたため拍手を受けたとのこと。
6. ↑  パリアッチ については『欽ドン！』でもネタとして多く扱われるなど、萩本の所有馬として知名度は高かった。
7. ↑  練習試合では自らハンドマイクを片手に試合の解説や選手の激励を行った。
8. ↑  当初3月25日にセ・パ同時開幕予定が東日本大震災の影響で延期されていたため。
9. ↑  萩本欽一にとっては、芸能生活で唯一の悪役（犯罪者を演じた）での出演であった。
10. ↑  同年5月10日放送の『キャイ～ンのオールナイトニッポンGOLD』のインタビュー部分の“ほぼノーカット版”を中心にした特番。スタジオ部分に萩本は出演せず、インタビュー聞き手の天野ひろゆき（キャイ～ン）が出演。
11. ↑  声優の屋良有作と共演したバージョンもあった。